# Porphyrinia subrosea
Porphyrinia subrosea är en fjärilsart som beskrevs av Edward P. Wiltshire 1969. Porphyrinia subrosea ingår i släktet Porphyrinia och familjen nattflyn. Inga underarter finns listade i Catalogue of Life.